# МФА (Мукачево)
Футбольний клуб «Мункач футбольна академія» — український футбольний клуб з Мукачевого Закарпатської області, заснований у 2005 році. Виступає у Другій лізі. Домашні матчі приймає на стадіоні НТК МФА в селі Дерцен.
Головним інвестором команди та футбольної академії, яку вона представляє, є угорський футбольний клуб «Кішварда».

## Історія

Логотип ФК «Мункач» (2016—2017)

Заснований у 2005 році як ДЮФК «Мукачево» за підтримки благодійного фонду ім. Пака Шандора. За період 2006‑2010 років ДЮФК «Мукачево» брав участь у різноманітних молодіжних міських, регіональних, всеукраїнських та міжнародних турнірах, де ставали переможцями та їх призерами.
З сезону 2010/11 команди ДЮФК «Мукачево» почав виступати в першій лізі ДЮФЛУ. За підсумками сезону 2013/14 ДЮФК «Мукачево» вибороло право виступати з наступного сезону у вищій лізі ДЮФЛУ чотирма віковими групами. В ході виступів в вищій лізі ДЮФК «Мукачево» взяла під опіку ужгородська «Говерла» і назва клубу змінилась на ФК «Говерла». Але через банкрутство ужгородського клубу незабаром було повернуто історичну назву ДЮФК «Мукачево».
Напередодні сезону 2016 року, з приходом угорських інвесторів, перейменований на ФК «Мункач», а 2017 року — на ФК «Мункач футбольна академія», або просто МФА.
Упродовж сезонів 2016/17 та 2017/18 МФА виступав у новоствореній юнацькій лізі чемпіонату України серед команд U-19, після чого була створена доросла команда МФА, яку очолив Віктор Ряшко. Вона стала виступати у чемпіонаті Закарпатської області. В сезоні 2020/21 команда під керівництвом Віктора Яічника виступала в Аматорському чемпіонаті України, посівши передостаннє 8 місце у своїй групі.
На сезон 2021/22 команда заявилась на професіональний рівень, увійшовши до складу Другої ліги, повернувши таким чином місто Мукачево до професіонального футболу після 25 років перерви. Команду залишився тренувати Віталій Шумський, який за два тури до завершення чемпіонату аматорів України очолив команду. У своєму дебютному матчі на професіональному рівні закарпатці обіграли «Чернігів» з рахунком 1:0, автором історичного для клубу голу став нападник Максим Гірний.

## Стадіон
В 2020 році було здано в експлуатацію спортивну базу в селі Дерцен за кілька кілометрів від Мукачевого з 6 футбольними полями (дві зі штучним трав'яним покриттям). Там же клуб проводить свої домашні матчі на стадіоні НТК МФА, який вміщує 500 глядачів.

## Тренери
- Віктор Ряшко (2018—19.07.2020)
- Віктора Яічник (20.07.2020—25.05.2021)
- Віталій Шумський (25.05.2021—)